# Paralogistis
Paralogistis é um gênero de traça pertencente à família Agonoxenidae.